# Sociedade de Geografia de Lisboa

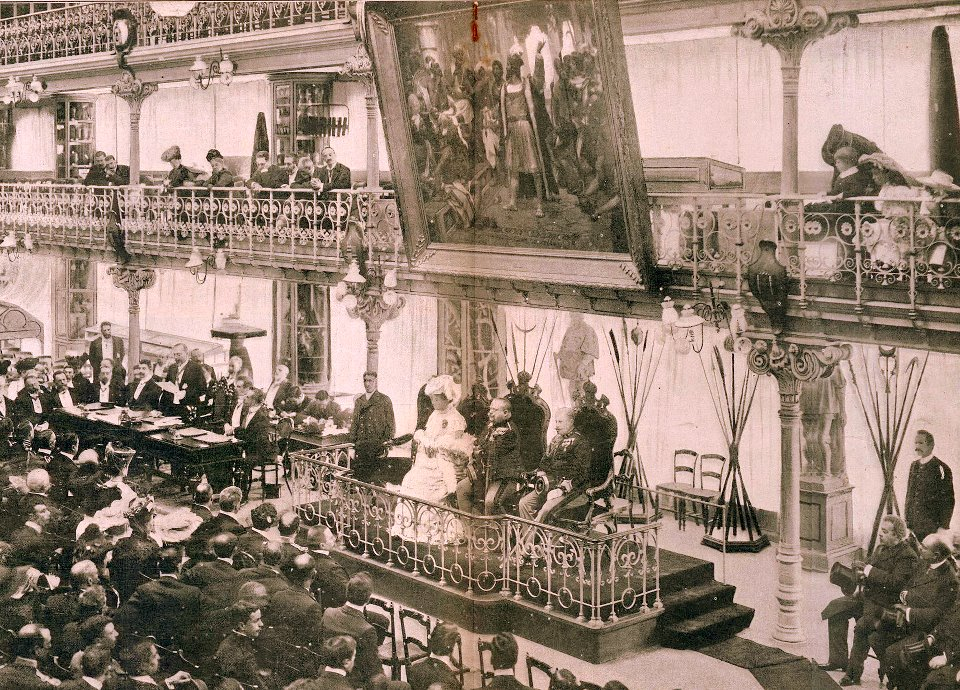
O Rei D. Carlos I na abertura da convenção de 1905 da Sociedade de Geografia de Lisboa.

A Sociedade de Geografia de Lisboa GCC • MHSE • GOIC • GCI • MHIH • GCIP • MHCa (SGL) é uma sociedade científica criada em Lisboa no ano de 1875 com o objectivo de em Portugal promover e auxiliar o estudo e progresso das ciências geográficas e correlativas. A Sociedade foi criada no contexto do movimento europeu de exploração e colonização, dando na sua actividade, desde o início, particular ênfase à exploração do continente africano.

## História institucional
A 10 de Novembro de 1875, um grupo de 74 subscritores requereu ao rei D. Luís a criação de uma sociedade, a designar por Real Sociedade de Geografia de Lisboa, tendo como objectivo promover e auxiliar o estudo e progresso das ciências geográficas e correlativas, no país.
Entre os fundadores constavam-se o Conselheiro Henrique de Barros Gomes, António Augusto Teixeira de Vasconcelos, António Enes, Eduardo Coelho, Luciano Cordeiro, Manuel Joaquim Pinheiro Chagas, Sousa Martins, António Cândido de Figueiredo, António Lino Netto e Teófilo Braga, entre muitos outros intelectuais, jornalistas e políticos da época.
A Sociedade propunha-se realizar sessões, conferências, prelecções, cursos livres, concursos e congressos científicos e conceder subsídios de investigação destinados a viagens de exploração e investigação científica. As informações obtidas seriam publicadas e disseminadas em arquivos, bibliotecas e museus. Propunha-se ainda estabelecer relações permanentes com outras instituições europeias com as quais pudesse trocar informações e colaborações.
Embora a actuação da Sociedade não tivesse como escopo exclusivo o continente africano, nos primeiros anos da sua existência foi criada a Comissão Nacional Portuguesa de Exploração e Civilização da África, mais conhecida por Comissão de África, com o objectivo de apoiar cientificamente o esforço colonial português em África, particularmente no contexto da crescente competição europeia na apropriação de territórios naquele continente.

### Boletim da Sociedade de Geografia
A partir de Dezembro de 1876 a Sociedade iniciou a publicação do Boletim da Sociedade de Geografia de Lisboa, que ainda subsiste.

### Museu Etnográfico
O Museu Etnográfico possui um importante acervo nas áreas da Etnologia e História, com relevância para as antigas colónias portuguesas em África e na Ásia.
O Museu é composto por várias salas: 
- Sala Portugal onde se encontra a maior parte do espólio museológico, tem 50m de comprimento, rodeada por duas ordens de galerias;
- Sala Algarve destaca-se um grande planisfério com as rotas dos Descobrimentos dos navegadores portugueses entre os séculos XV e XVII;
- Sala da Índia onde estão expostas bandeiras de várias expedições a África e dois grandes Globos de Coronelli bem como portulanos, manuscritos e gravuras;
- Sala dos Padrões, o acervo é composto por peças ligadas aos Descobrimentos Portugueses, com destaque para os padrões de Pedra colocados pelos portugueses na costa africana.

A Bilblioteca da Sociedade de Geografia de Lisboa tem reconhecimento nacional e internacional como essencial para o estudo da História dos Descobrimentos e Expansão Portuguesa.
O acervo bibliográfico é constituído por 62.000 obras, várias revistas e cerca de 6.000 documentos manuscritos, num total de 230.000 títulos, entre os quais, os diários de viagem de Hermenegildo Capelo, Roberto Ivens, Silva Porto e Gago Coutinho bem como a coleção de desenhos de George Chinnery.
Na Mapoteca onde se encontra o espólio cartográfico, existem importantíssimos exemplares de atlas, mapas e plantas portugueses e estrangeiros de várias épocas.

## Condecorações
- Grau de Grã-Cruz da Ordem Militar de Cristo (28 de março de 1928)[3]
- Grau de Grande-Oficial da Ordem do Império Colonial (8 de Maio de 1935)[3]
- Grau de Grã-Cruz da Ordem da Instrução Pública (24 de Novembro de 1950)[3]
- Grau de Grã-Cruz da Ordem do Império (12 de Junho de 1957)[3]
- Grau de Membro-Honorário da Ordem do Infante D. Henrique (25 de Março de 1964)[3]
- Grau de Membro-Honorário da Ordem Militar de Sant'Iago da Espada (17 de Junho de 1983)[3]
- Grau de Membro-Honorário da Ordem de Camões (8 de fevereiro de 2025)[3]